# Mary Chapin Carpenter
Mary Chapin Carpenter (Princeton, Nueva Jersey, 21 de febrero de 1958) es una cantante estadounidense de country y folk. Pasó varios años cantando en clubs de Washington D. C. antes de firmar a finales de los años 1980 con Columbia Records, y ser lanzada como cantante de country.
Ha ganado cinco premios Grammy, y es la única artista que ha recibido cuatro Grammys consecutivos en la categoría de mejor interpretación vocal femenina de country. En 2005 había vendido más de 12 millones de discos.

## Discografía

### Álbumes de estudio
| Año | Detalles del Álbum                                                                                 | Mejores posiciones en listas | Mejores posiciones en listas | Mejores posiciones en listas | Mejores posiciones en listas | Mejores posiciones en listas | Mejores posiciones en listas | Mejores posiciones en listas | Certificación (es) (ventas)                    |
| Año | Detalles del Álbum                                                                                 | US Country                   | US                           | US Folk                      | US Rock                      | CAN Country                  | CAN                          | UK                           | Certificación (es) (ventas)                    |
| --- | -------------------------------------------------------------------------------------------------- | ---------------------------- | ---------------------------- | ---------------------------- | ---------------------------- | ---------------------------- | ---------------------------- | ---------------------------- | ---------------------------------------------- |
| 1987 | Hometown Girl - Lanzamiento: 30 de julio de 1987 - Discográfica: Columbia Records                  | —                            | —                            | —                            | —                            | —                            | —                            | —                            |                                                |
| 1989 | State of the Heart - Lanzamiento: 13 de junio de 1989 - Discográfica: Columbia Records             | 28                           | 183                          | —                            | —                            | —                            | —                            | —                            | - US: Oro                                      |
| 1990 | Shooting Straight in the Dark - Lanzamiento: 9 de octubre de 1990 - Discográfica: Columbia Records | 11                           | 70                           | —                            | —                            | —                            | —                            | —                            | - CAN: Oro - US: Platino                       |
| 1992 | Come On Come On - Lanzamiento: 30 de junio de 1992 - Discográfica: Columbia Records                | 6                            | 31                           | —                            | —                            | 4                            | —                            | —                            | - CAN: 2× Platino - UK: Plata - US: 4× Platino |
| 1994 | Stones in the Road - Lanzamiento: 4 de octubre de 1994 - Discográfica: Columbia Records            | 1                            | 10                           | —                            | —                            | 1                            | 29                           | 26                           | - CAN: Platino - UK: Plata - US: 2× Platino    |
| 1996 | A Place in the World - Lanzamiento: 22 de octubre de 1996 - Discográfica: Columbia Records         | 3                            | 20                           | —                            | —                            | 13                           | —                            | 36                           | - CAN: Oro - US: Oro                           |
| 2001 | Time* Sex* Love* - Lanzamiento: 29 de mayo de 2001 - Discográfica: Columbia Records                | 6                            | 52                           | —                            | —                            | *                            | —                            | 57                           |                                                |
| 2004 | Between Here and Gone - Lanzamiento: 27 de abril de 2004 - Discográfica: Columbia Records          | 5                            | 50                           | —                            | —                            | *                            | —                            | 92                           |                                                |
| 2007 | The Calling - Lanzamiento: 6 de marzo de 2007 - Discográfica: Zoë Records                          | 10                           | 59                           | —                            | —                            | *                            | —                            | 95                           |                                                |
| 2010 | The Age of Miracles - Lanzamiento: 27 de abril de 2010 - Discográfica: Zoë Records                 | 6                            | 28                           | 1                            | 8                            | *                            | —                            | —                            |                                                |
| "—" denota que el álbum no entró en los charts o no fue lanzado en ese país. * denota que se desconocen los charts. | |                              |                              |                              |                              |                              |                              |                              |                                                |

| 2012 | Ashes and Roses                | Discográfica: Zoë Records           |
| 2014 | Songs from the Movie           | Discográfica: Zoë Records           |
| 2016 | The Things That We Are Made Of | Discográfica: Lambent Light Records |